# Port lotniczy Palembang
Port lotniczy Palembang (IATA: PLM, ICAO: WIPP) – międzynarodowy port lotniczy położony w Palembang, na wyspie Sumatra, w Indonezji.

## Linie lotnicze i połączenia
- AirAsia (Kuala Lumpur, Johor Bahru)
  - Indonesia AirAsia (Dżakarta)
- Batavia Air (Dżakarta)
- Garuda Indonesia (Dżakarta, Dżudda [sezon hadżdżu])
- Linus Airways (Dżakarta, Batam)
- Lion Air (Dżakarta)
- Malaysia Airlines
  - Firefly (Kuala Lumpur-Subang) [od lata 2009]
- Merpati Nusantara Airlines (Batam)
- Singapore Airlines
  - SilkAir (Singapur)
- Sriwijaya Air (Dżakarta, Pangkalpinang)
- Wings Air (Dżakarta)